# Парафія Матері Божої Утіхи в Будзові
49°46′43″ пн. ш. 19°40′41″ сх. д. / 49.77869° пн. ш. 19.677983° сх. д.
Парафія Матері Божої Утіхи в Будзові - парафія, що належить до Сулковицького деканату Краківської архідієцезії .
Будзовська парафія включає три села: Будзов, Бачин і Захелмна. Село Будзов було засноване на підставі привілею короля Казимира Великого, оголошеного в замку в Ланцкороні15 травня 1369 року. У 1410 р. серед сіл Ланцкоронської королівської землі згадується також село Захелмна. Важко визначити дату заснування Бачина; перша згадка про це село відноситься до 1555 року. До заснування Будзовської парафії Будзов належав до парафії в Макові, а Бачин і Захелмна  - до парафії в Ланцкороні.
20 серпня 1843 року власник маєтку в Будзові князь Моріс Монтлер виявив бажання заснувати костел і взяти його патронат. Через розбіжність думок щодо місця розташування храму (місце будівництва — Будзов і Бачин) справа затягнулася на двадцять років. Лише у 1862 році було закладено фундамент дерев’яного костелу в Будзові. Будівництво було завершено у 1864 році та освячено деканом Мисленіцьким  у 1868 році. Датою заснування парафії прийнято вважати 25 січня 1868 року.
Збудований тоді костел була цілком дерев’яним – низ був з модрини, верх – з м’якого дерева, хрестоподібний, покритий ґонтом, орієнтований на схід. Він мав три вівтарі: головний і два бічних. У головному вівтарі, присвяченому Богоматері Утіхи, є образ отця Ромуальда Паршивки, який походив із Тшебуні поблизу Бєньківки. Отець Ромуальд залишився в монастирі  босих кармелітів у Черні і там зробив копію образу, що був у Кармелі біля Кшешовіце. У цій подобі, розміром 90 х 110 см, Богородиця Утіхи вшановується вже понад сто років. У 1878 році Папа Лев XIII надав парафії титул Матері Божої Утіхи.
Дерев'яний костел за дивних і нез'ясованих обставин згорів 28 листопада 1912 року. Тут є образ Богоматері Утіхи, великі фігури Петра і Павла роботи тірольського скульптора Еміля Ніке та образ з бічного вівтаря, що зображує св. Антоній Падевський.
Цегляний костел у неороманському стилі, який стоїть і нині, був побудований у 1913-1914 рр. Після спорудження головного вівтаря та оснащення костелу основними речами 28 травня 1924 р. єпископ Анатолій Новак звершив акт освячення.
Обидві війни залишили свій відбиток на парафії Будзова – знищене населення, тварини, зруйновані будинки. Постраждав і храм. Окупанти забрали церковні дзвони, які через свої розміри були розбиті на шматки. Свідки цих подій плакали.
У 1913 році парафія постраждала від епідемії холери та голоду. Парафія також постраждала від повеней – у 1903, 1934 роках і остання найбільша у 2001 році.

## Зовнішні посилання
- Інформація про парафію на сайті Краківської архідієцезії
- Офіційний сайт Будзовської парафії